# Milkīpur
Milkīpur är en ort i Indien.   Den ligger i distriktet Faizābād och delstaten Uttar Pradesh, i den centrala delen av landet, 500 km öster om huvudstaden New Delhi. Milkīpur ligger 109 meter över havet och antalet invånare är 1 764.
Terrängen runt Milkīpur är mycket platt. Runt Milkīpur är det tätbefolkat, med 709 invånare per kvadratkilometer. Det finns inga andra samhällen i närheten. Trakten runt Milkīpur består till största delen av jordbruksmark.